# Sant Pere de Lluçars
Sant Pere de Lluçars és una església amb elements renaixentistes i barrocs de Lluçars al municipi de Vilanova de Meià (Noguera) protegida com a bé cultural d'interès local.

## Descripció
Espaiós edifici de planta rectangular, amb absis rectilini encarat a ponent. És cobert amb volta de canó amb llunetes, però sense cap finestra a les parets laterals. A aquests murs s'obren capelles a banda i banda (alguna amb finestra). El cor està situat als peus del temple, damunt la porta d'entrada, i és sostingut per una gran arcada. El portal és situat al mur de ponent i el forma un arc de mig punt amb grans dovelles, a la central hi ha la inscripció "1630, 1a. edificació". Damunt d'aquest portal hi ha un petit rosetó de calats goticitzants i al costat de l'esmentat portal, hi ha una làpida que diu "Segona edificació y posar la portalada al ...?, en lo any 1730". A l'angle sud-oest hi ha el campanar de planta quadrada, que de manera insòlita es recolza sobre una gran pedra que forma una petita balma dessota. Té escala de cargol, dos arcades goticitzants avui amb dos esquelles i dues espitlleres a les quatre cares corresponents. El sostre amb forma de cupulí és coronat per un bonic penell forjat. A l'interior, cremat el 1936, es conserven restes de pintures barroques i un tapis modern. S'hi venera la Mare de Déu de Gràcia, en un petit cambril darrerament renovat. L'antiga talla provenia de l'església de La Vansa. A l'exterior d'aquesta capella, existeix un curiós rellotge de sol, que marca perfectament l'hora, esculpit en un disc de pedra i en aquesta i altres parets, s'hi veuen senyals de picapedrers amb les lletres "A", "M"... La sagristia té el sostre enfonsat.
Enganxada a l'església es troba la rectoria nova.

## Història
Hi ha una làpida encastada al costat dret de la porta, amb la data de construcció (1630) i la reforma i "segona edificació y posar la portalada…" (1730). Segons fonts orals l'ampliació del temple al segle xviii es dugué a terme amb pedres d'un petit temple, segurament una ermita, dedicat a Sant Pere que es troba al nord de la població i del qual avui tan sols queden els fonaments i algunes filades de pedres.
D'aquesta parròquia en depenen les esglésies de Tòrrec i Boada. En general, i per dissort, avui tot l'edifici presenta un estat bastant precari.